# 부주가 칸
부주가 칸(러시아어: Буджуга-хан, 1526년 사망)은 히바 칸국의 5번째 칸이자 1522년부터 1526년까지 히바 칸국과 화레즘을 통치한 사람이다.

## 집권
부주가 칸은 아들인 아미넥 칸의 자식이었을 뿐 아니라 우즈베크 칸국의 야자르 칸의 후손이었다. 그는 그의 형제 술피안 칸이 사망한 1522년에 그를 이어서 칸이 되었다. 그는 1526년까지 히바 칸국을 통치했다. 그의 통치 기간 동안 그는 우즈베크인의 타흐마십 1세가 요청한 페르시아 사파비 왕조와의 전투에서 진전을 보였다. 부주가 칸은 타흐마십 1세에게 자신의 딸인 아이샤와 결혼시켰다.

## 죽음
그는 1526년 사망한 이후 화레즘 히바 칸국의 통치자는 아바네쉬 칸이 되었다.

## 참고 문헌
- (러시아어) Гулямов Я.Г., История орошения Хорезма с древнейших времен до наших дней. Ташкент. 1957
- (러시아어) История Узбекистана. Т.3. Т.,1993.
- (러시아어) История Узбекистана в источниках. Составитель Б.В. Лунин. Ташкент, 1990
- (러시아어) История Хорезма. Под редакцией И.М.Муминова. Ташкент, 1976

| 전임 술피안 칸 | 제5대 히바 칸국의 칸 1522년 ~ 1526년 | 후임 아바네쉬 칸 |